# Communauté rurale de Taïba Niassène
La communauté rurale de Taïba Niassène est une communauté rurale du Sénégal située à l'ouest du pays. 
Elle fait partie de l'arrondissement de Paoskoto, du département de Nioro du Rip et de la région de Kaolack.